# Seßlach
Seßlach é um município da Alemanha, localizado no distrito de Coburg, no estado de Baviera.